# Luxé
Luxé est une commune du Sud-Ouest de la France, située dans le département de la Charente (région Nouvelle-Aquitaine).
Ses habitants sont les Luxéens et les Luxéennes.

## Géographie

### Localisation et accès
Luxé est une commune située à 5 km à l'ouest de Mansle et 27 km au nord d'Angoulême. Luxé est aussi à 8 km à l'est d'Aigre, 11 km au nord de Saint-Amant-de-Boixe et 16 km au sud de Ruffec.
La route principale est la D 739 entre Mansle et Aigre, qui franchit la Charente et passe à Luxé Gare. La N 10 entre Angoulême et Poitiers passe à l'est de la commune, à 6 km du bourg.
La ligne Paris-Bordeaux traverse la commune et franchit aussi la Charente. La  gare de Luxé, située sur la rive gauche et la route de Mansle est desservie par des TER à destination d'Angoulême, Poitiers et Bordeaux.

### Hameaux et lieux-dits
La commune comporte quelques hameaux : la Folatière est située à l'est et domine la Charente. Sur l'autre rive, faisant face au bourg, se situent Luxé Gare, Séhu et les Loges. Enfin, à l'ouest et s'étageant sur la rive droite du fleuve, on trouve la Terne.

### Communes limitrophes
| Ligné     | Juillé    | Fontenille  |
| Fouqueure | Luxé      | Saint-Groux |
|           | Villognon | Cellettes   |

### Géologie et relief
La commune est située sur des terrains calcaires qui datent du Jurassique supérieur (Oxfordien au nord, Kimméridgien au sud). Sur quelques zones des plateaux (bois du Breuil et bois de Monbourg), on trouve des colluvions sous forme de grèzes argileuses et graviers datant du quaternaire, ainsi que sur les bords de la vallée de la Charente (Luxé-Gare et le bois de la Garenne). La vallée elle-même est couverte d'alluvions (argile sableuse et tourbe),,.
Le relief de la commune est celui d'un bas plateau traversé par la vallée de la Charente. Le point culminant est à une altitude de 98 m, situé sur la limite sud-est. Le point le plus bas est à 52 m, situé le long de la Charente sur la limite aval. Le bourg, construit au bord de la vallée sur la rive droite du fleuve, est à 65 m d'altitude.

### Hydrographie

#### Réseau hydrographique
La commune est située dans le bassin versant de la Charente au sein  du Bassin Adour-Garonne. Elle est drainée par la Charente, le ruisseau du Bief, le ruisseau du Valandeau, l'Etouyer et par divers petits cours d'eau, qui constituent un réseau hydrographique de 14 km de longueur totale,.
La Charente, section entre Mansle et Angoulême, traverse la commune et sépare Luxé-Gare du bourg, situé sur la rive droite. Sur la rive gauche, on trouve deux étangs.
Le ruisseau du Bief, ruisseau descendant de Courcôme, limite la commune à l'ouest et se jette dans la Charente près du bourg.
Un ruisseau intermittent, les Acourants, descend de Fontenille et traverse aussi la commune avant de se jeter dans la Charente près du bourg, mais à l'est.

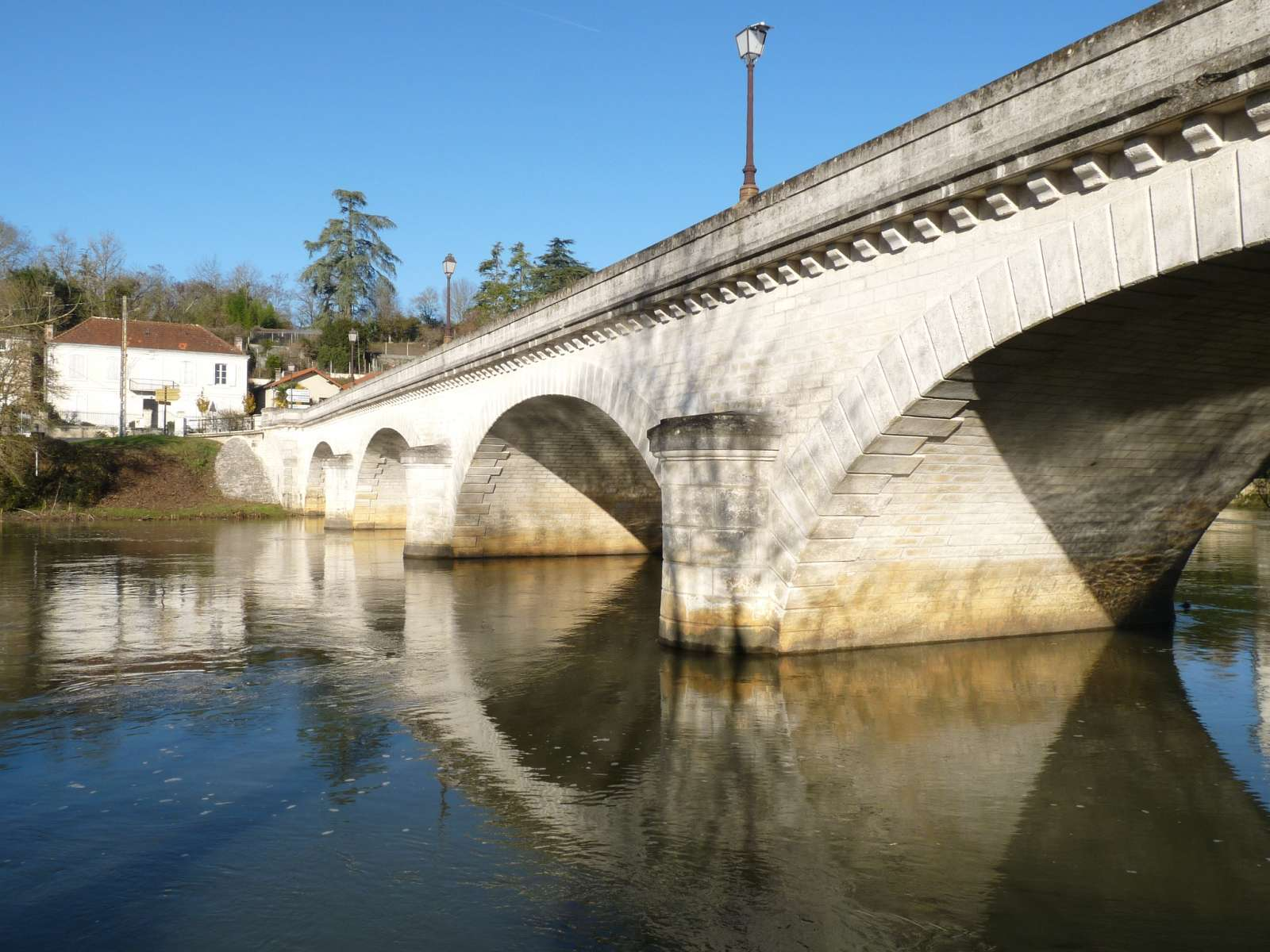
Le pont sur la Charente, à la Terne.
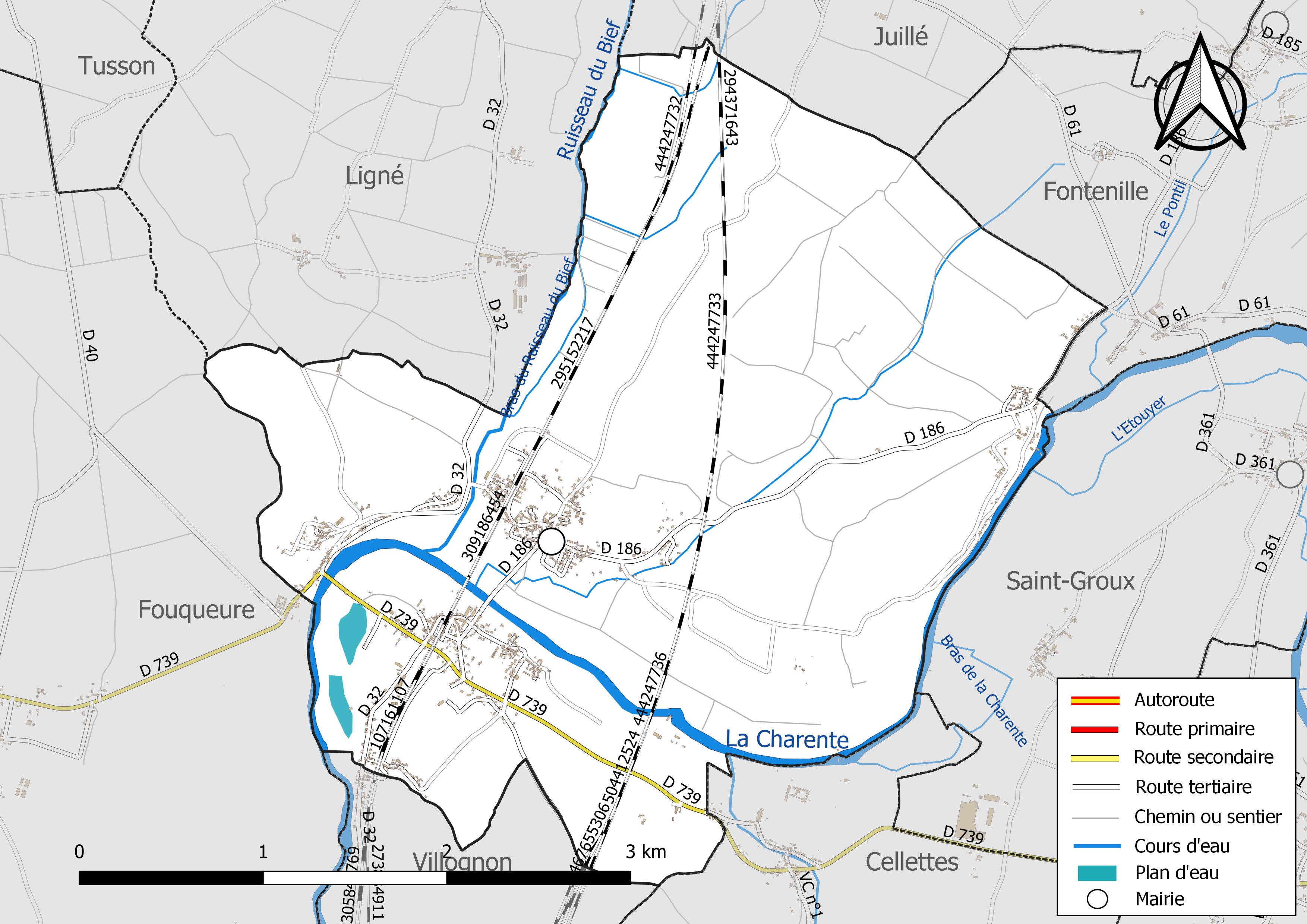
Réseaux hydrographique et routier de Luxé

#### Gestion des eaux
Le territoire communal est couvert par le schéma d'aménagement et de gestion des eaux (SAGE) « Charente ». Ce document de planification, dont le territoire correspond au bassin de la Charente, d'une superficie de 9 300 km2, a été approuvé le 19 novembre 2019. La structure porteuse de l'élaboration et de la mise en œuvre est l'établissement public territorial de bassin Charente. Il définit sur son territoire les objectifs généraux d’utilisation, de mise en valeur et de protection quantitative et qualitative des ressources en eau superficielle et souterraine, en respect des objectifs de qualité définis dans le troisième SDAGE  du Bassin Adour-Garonne qui couvre la période 2022-2027, approuvé le 10 mars 2022.

### Climat
Comme dans les trois quarts sud et ouest du département, le climat est océanique aquitain.

## Urbanisme

### Typologie
Au 1er janvier 2024, Luxé est catégorisée commune rurale à habitat dispersé, selon la nouvelle grille communale de densité à 7 niveaux définie par l'Insee en 2022.
Elle est située hors unité urbaine et hors attraction des villes,.

### Occupation des sols
L'occupation des sols de la commune, telle qu'elle ressort de la base de données européenne d’occupation biophysique des sols Corine Land Cover (CLC), est marquée par l'importance des territoires agricoles (80,2 % en 2018), en diminution par rapport à 1990 (81,5 %). La répartition détaillée en 2018 est la suivante : 
terres arables (62,5 %), prairies (11,4 %), zones urbanisées (10,8 %), zones agricoles hétérogènes (6,3 %), forêts (6 %), milieux à végétation arbustive et/ou herbacée (2,4 %), zones industrielles ou commerciales et réseaux de communication (0,6 %). L'évolution de l’occupation des sols de la commune et de ses infrastructures peut être observée sur les différentes représentations cartographiques du territoire : la carte de Cassini (XVIIIe siècle), la carte d'état-major (1820-1866) et les cartes ou photos aériennes de l'IGN pour la période actuelle (1950 à aujourd'hui).

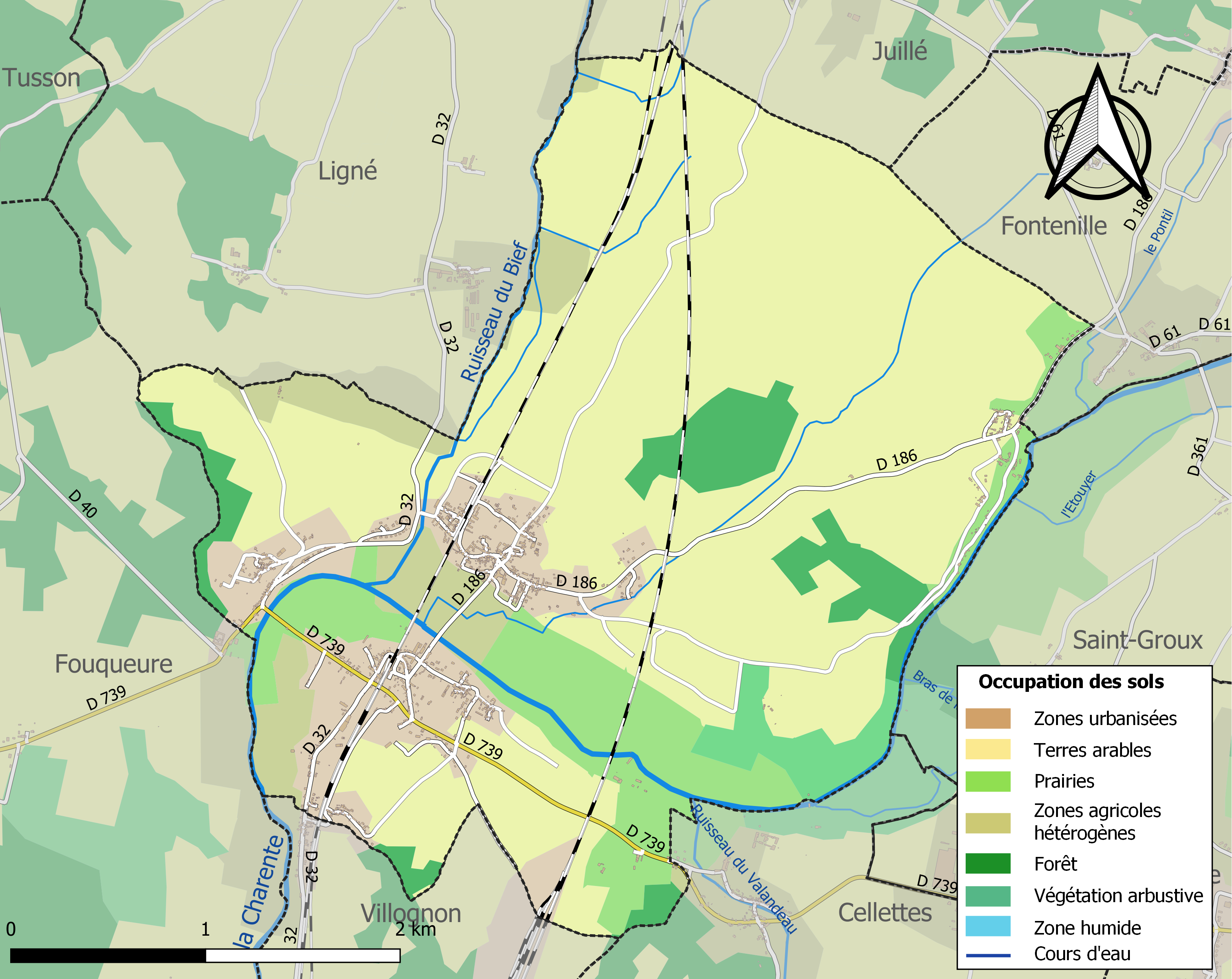
Carte des infrastructures et de l'occupation des sols de la commune en 2018 (CLC).

### Risques majeurs
Le territoire de la commune de Luxé est vulnérable à différents aléas naturels : météorologiques (tempête, orage, neige, grand froid, canicule ou sécheresse), inondations, mouvements de terrains et séisme (sismicité modérée). Il est également exposé à deux risques technologiques, le transport de matières dangereuses et la rupture d'un barrage. Un site publié par le BRGM permet d'évaluer simplement et rapidement les risques d'un bien localisé soit par son adresse soit par le numéro de sa parcelle.

#### Risques naturels
Certaines parties du territoire communal sont susceptibles d’être affectées par le risque d’inondation par débordement de cours d'eau, notamment la Charente et le ruisseau du Bief. La commune a été reconnue en état de catastrophe naturelle au titre des dommages causés par les inondations et coulées de boue survenues en 1982, 1983, 1993, 1999 et 2021,.

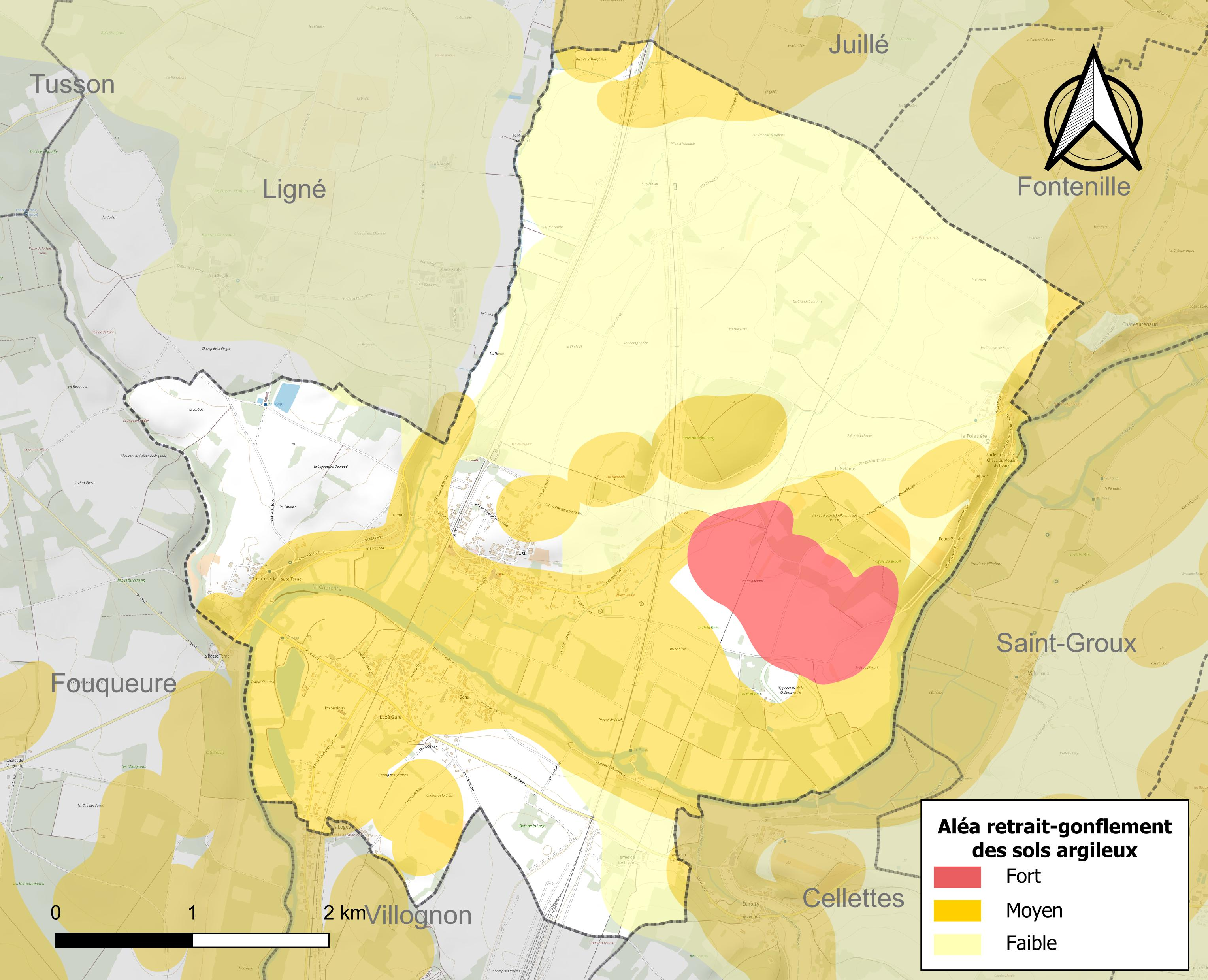
Carte des zones d'aléa retrait-gonflement des sols argileux de Luxé.

Les mouvements de terrains susceptibles de se produire sur la commune sont des éboulements, chutes de pierres et de blocs.
Le retrait-gonflement des sols argileux est susceptible d'engendrer des dommages importants aux bâtiments en cas d’alternance de périodes de sécheresse et de pluie. 47,1 % de la superficie communale est en aléa moyen ou fort (67,4 % au niveau départemental et 48,5 % au niveau national). Sur les 482 bâtiments dénombrés sur la commune en 2019, 382 sont en aléa moyen ou fort, soit 79 %, à comparer aux 81 % au niveau départemental et 54 % au niveau national. Une cartographie de l'exposition du territoire national au retrait gonflement des sols argileux est disponible sur le site du BRGM,.
Par ailleurs, afin de mieux appréhender le risque d’affaissement de terrain, l'inventaire national des cavités souterraines permet de localiser celles situées sur la commune.
Concernant les mouvements de terrains, la commune a été reconnue en état de catastrophe naturelle au titre des dommages causés par des mouvements de terrain en 1999.

#### Risques technologiques
Le risque de transport de matières dangereuses sur la commune est lié à sa traversée par une ou des infrastructures routières ou ferroviaires importantes ou la présence d'une canalisation de transport d'hydrocarbures. Un accident se produisant sur de telles infrastructures est susceptible d’avoir des effets graves sur les biens, les personnes ou l'environnement, selon la nature du matériau transporté. Des dispositions d’urbanisme peuvent être préconisées en conséquence.
La commune est en outre située en aval du barrage de Mas Chaban, un ouvrage de classe A. À ce titre elle est susceptible d’être touchée par l’onde de submersion consécutive à la rupture de cet ouvrage.

## Toponymie
Les formes anciennes sont Luxiaco au XIIIe siècle,, Lussiaco, Lussec, Luissec.
L'origine du nom de Luxé remonterait à un nom de personne gallo-romain Luxus ou prénom romain Lucius auquel est apposé le suffixe -acum, ce qui correspondrait à Luxiacum, « domaine de Lucius »,.
Luxé est à peine au nord de la limite des noms en -ac (dans le Sud de la France) et des noms en -é, -ay ou -y (dans le Nord), qui traverse la France d'ouest en est et le nord-ouest du département de la Charente entre Rouillac/Montigné et Bernac/Londigny.

## Histoire

### Préhistoire
Au nord de la commune, on trouve de nombreux dolmens et tumuli qui sont des nécropoles préhistoriques : dolmen et tumulus de la Folatière, dolmen de la Maison de la Vieille, de la Motte de la Garde, non loin des dolmens des Pérottes.

### Antiquité
Luxé possède de nombreux vestiges antiques. Notamment sur le plateau de La Terne.
La Terne était une agglomération secondaire gallo-romaine, située sur un embranchement de la voie romaine reliant Chassenon à Aulnay. Au XIXe siècle, l'archéologue Jean-Hippolyte Michon a observé la destruction des ruines d'un petit théâtre, recouvertes par la suite par la route de Mansle, dans la prairie. Sur le plateau et alentours se trouvent les restes d'au moins trois temples à plan centré, dont deux à plan carré et un à plan hexagonal. Par ailleurs, le territoire de la commune livre régulièrement de nombreux objets antiques, tels des tessons de céramique sigillée et des fragments de tegula,.
Lors des travaux de la LGV SEA (ligne à grande vitesse Sud-Europe-Atlantique), les vestiges d'une villa gallo-romaine ont été fouillés au nord de la commune, révélant un plan classique en "U" et les restes de limites parcellaires.

### Moyen Âge et Ancien Régime
Luxé était dans la terre de Montignac et faisait partie du domaine des comtes d'Angoulême.
Dans le premier quart du XIe siècle, le comte Guillaume d'Angoulême en aliéna une partie en faveur de l'abbaye de Saint-Amant-de-Boixe, qui prit de l'extension au siècle suivant. Mais après les guerres du Moyen Âge, l'abbaye ne possédait plus rien à Luxé au milieu du XVIe siècle.
À Séhu, la rue du Prieuré fait référence à l'existence d'un prieuré qui est mentionné dans le Livre des fiefs de Guillaume de Blaye dans la seconde moitié du XIIIe siècle. 
Pendant que le fief ecclésiastique déclinait, il s'en était formé un autre. Dès l'année 1248, en récompense de services rendus, Guillaume de Valence, seigneur de Montignac, avait accordé divers privilèges à Jean de Luxé et à son frère Pierre. Cette charte de 1248 a été remise en question en 1299, et le seigneur de Montignac, Aymar de Valence, a laissé à celui de Luxé le droit de haute, moyenne et basse justice en lui retirant son droit de châtelain. Ce n'est qu'en 1467 que le seigneur de Montignac, Jean de La Rochefoucauld, « donna plein pouvoir à Giraud de Barro d'édifier et fortifier ainsi que bon lui semblerait sa maison de Luxé, en la châtellenie de Montignac ». C'est donc à Giraud de Barro qu'est due la construction du château dont il ne subsiste que deux tours en ruines et un reste de courtine.
La Haute Terne était un emplacement idéal pour construire un château, mais la Terne fut choisi comme limite entre les deux châtellenies de Montignac et de Marcillac.
Dix ans plus tard, en 1477, Luxé fut partagé entre Jean de Barro et Jacques de la Madeleine. Une des parties fut vendue à Merlin de Saint-Gelais, chevalier, seigneur de Saint-Séverin. La famille Saint-Gelais conserva Luxé pendant la plus grande partie du XVIe siècle. Au XVIIe siècle, Philippe de Lesmerie, sieur de la Grave, était le seigneur de Luxé.
La Terne était, au Moyen Âge, le siège d'un prieuré fondé par l'abbaye de Saint-Amant-de-Boixe au XIIe siècle. L'église, située sur le bord oriental du plateau, a été démolie à la Révolution.
Les plus anciens registres paroissiaux de la commune remontent à 1687.

### Temps modernes
Au début du XXe siècle, l'industrie était représentée par une fabrique de pneus et plusieurs fours à chaux. Les moulins de Pours, la Grave et la Terne n'étaient plus en fonctionnement depuis le XVIIIe ou XIXe siècle.
Pendant la première moitié du XXe siècle, la commune était aussi desservie par la petite ligne ferroviaire d'intérêt local à voie métrique des Chemins de fer économiques des Charentes, transversale, allant de Saint-Angeau à Segonzac, et qui passait par Mansle.

## Administration
| Période    | Période                | Identité            | Étiquette | Qualité                                               |
| ---------- | ---------------------- | ------------------- | --------- | ----------------------------------------------------- |
| avant 1981 |                        | Paul Pelletier      | DVG       |                                                       |
| 1989       | 2008                   | Patrick Favreau     |           |                                                       |
| 2008       | 2014                   | Michel Mamy         | SE        | Retraité Fonction publique                            |
| 2014       | 2016                   | Armand Beaufort     | SE        | Retraité                                              |
| 2016       | 2020                   | Annette Viaud       | DIV       | Salariée agricole                                     |
| 2020       | avril 2022 (démission) | Dominique Dugois    | SE        | Retraité                                              |
| 2022       | En cours               | Véronique Lamazière |           | Professeure des écoles, directrice d'école maternelle |

## Démographie

### Évolution démographique
L'évolution du nombre d'habitants est connue à travers les recensements de la population effectués dans la commune depuis 1793. Pour les communes de moins de 10 000 habitants, une enquête de recensement portant sur toute la population est réalisée tous les cinq ans, les populations de référence des années intermédiaires étant quant à elles estimées par interpolation ou extrapolation. Pour la commune, le premier recensement exhaustif entrant dans le cadre du nouveau dispositif a été réalisé en 2008.

En 2022, la commune comptait 732 habitants, en évolution de +1,39 % par rapport à 2016 (Charente : −0,48 %, France hors Mayotte : +2,11 %).
| 1793 | 1800 | 1806 | 1821 | 1831 | 1841 | 1846 | 1851 | 1856 |
| ---- | ---- | ---- | ---- | ---- | ---- | ---- | ---- | ---- |
| 983  | 586  | 694  | 957  | 913  | 893  | 909  | 852  | 824  |

| 1861 | 1866 | 1872 | 1876 | 1881 | 1886 | 1891 | 1896 | 1901 |
| ---- | ---- | ---- | ---- | ---- | ---- | ---- | ---- | ---- |
| 884  | 898  | 924  | 972  | 981  | 907  | 867  | 749  | 759  |

| 1906 | 1911 | 1921 | 1926 | 1931 | 1936 | 1946 | 1954 | 1962 |
| ---- | ---- | ---- | ---- | ---- | ---- | ---- | ---- | ---- |
| 705  | 844  | 775  | 811  | 753  | 746  | 752  | 806  | 795  |

| 1968 | 1975 | 1982 | 1990 | 1999 | 2006 | 2008 | 2013 | 2018 |
| ---- | ---- | ---- | ---- | ---- | ---- | ---- | ---- | ---- |
| 777  | 710  | 751  | 733  | 756  | 783  | 790  | 732  | 725  |

| 2022 | - | - | - | - | - | - | - | - |
| ---- | - | - | - | - | - | - | - | - |
| 732  | - | - | - | - | - | - | - | - |

### Pyramide des âges
La population de la commune est relativement âgée.
En 2018, le taux de personnes d'un âge inférieur à 30 ans s'élève à 24,4 %, soit en dessous de la moyenne départementale (30,2 %). À l'inverse, le taux de personnes d'âge supérieur à 60 ans est de 42,9 % la même année, alors qu'il est de 32,3 % au niveau départemental.
En 2018, la commune comptait 352 hommes pour 373 femmes, soit un taux de 51,45 % de femmes, légèrement inférieur au taux départemental (51,59 %).
Les pyramides des âges de la commune et du département s'établissent comme suit.
| Hommes | Classe d’âge | Femmes |
| ------ | ------------ | ------ |
| 1,4    | 90 ou +      | 6,7    |
| 13,9   | 75-89 ans    | 20,9   |
| 24,4   | 60-74 ans    | 18,2   |
| 21,6   | 45-59 ans    | 20,1   |
| 12,2   | 30-44 ans    | 11,5   |
| 10,5   | 15-29 ans    | 9,9    |
| 15,9   | 0-14 ans     | 12,6   |

| Hommes | Classe d’âge | Femmes |
| ------ | ------------ | ------ |
| 1      | 90 ou +      | 2,7    |
| 9,2    | 75-89 ans    | 12     |
| 20,6   | 60-74 ans    | 21,3   |
| 20,7   | 45-59 ans    | 20,3   |
| 16,8   | 30-44 ans    | 16     |
| 15,6   | 15-29 ans    | 13,4   |
| 16,1   | 0-14 ans     | 14,3   |

## Économie

### Agriculture
L'agriculture est principalement céréalière. La viticulture occupe une petite partie de l'activité agricole. La commune est classée dans les Fins Bois, dans la zone d'appellation d'origine contrôlée du cognac.

## Équipements, services et vie locale

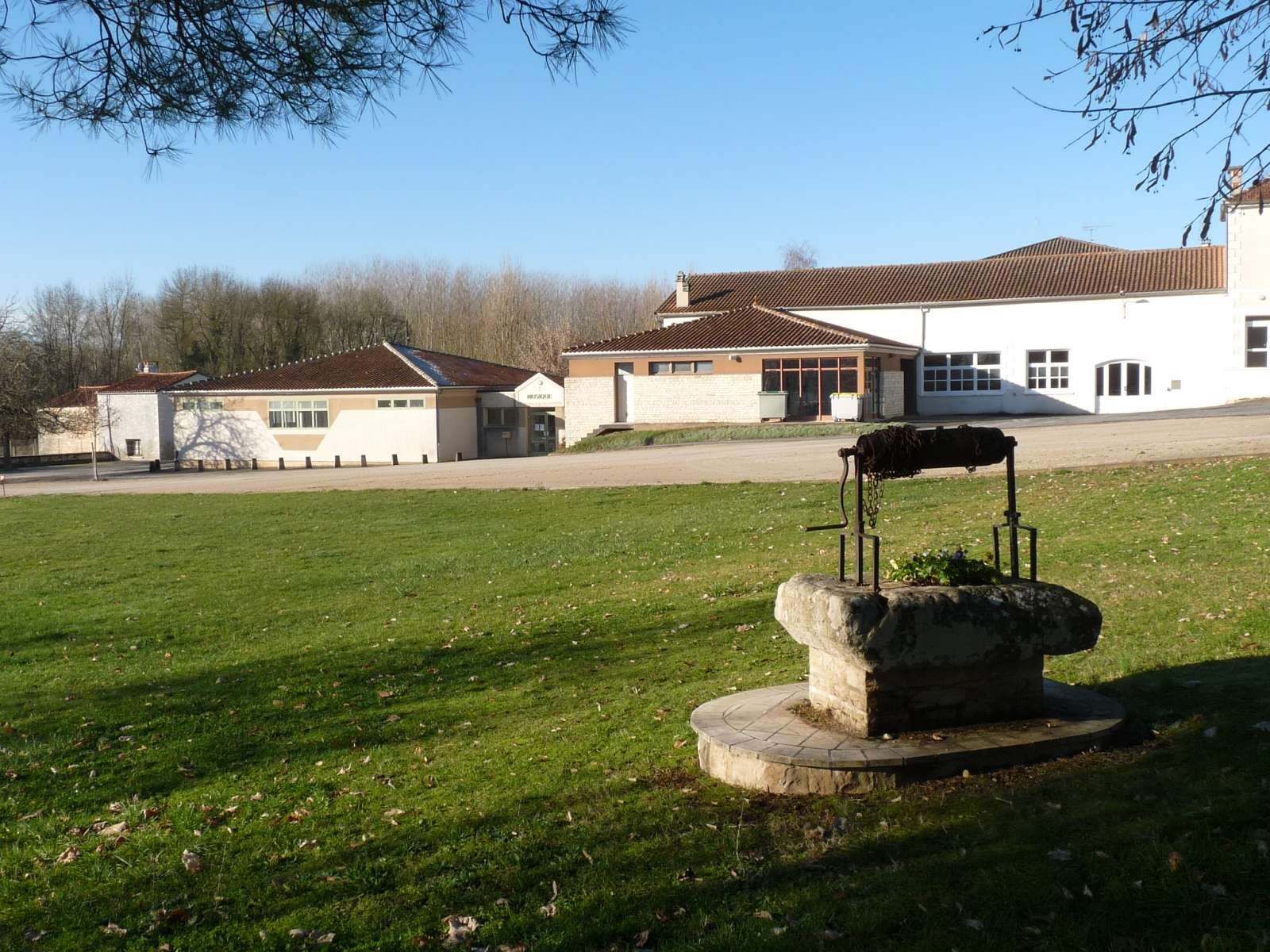
Le centre culturel et sportif.

### Enseignement
Luxé possède une école primaire publique comprenant trois classes (une maternelle et deux élémentaires). Le secteur du collège est Aigre.

### Vie locale et associations
La commune possède un centre culturel et sportif (judo et musique).

## Transports
La commune est desservie par les navettes TER qui circulent entre Poitiers et Angoulême.
La LVG (ligne à grande vitesse) Sud-Europe-Atlantique traverse la commune (construite à partir de 2011). En 2008, les élus de Luxé se sont rassemblés à l'initiative des élus du Pays Ruffécois avec 17 communes du Nord Charente et 5 des Deux-Sèvres en une fédération qui demande des compensations aux nuisances que va leur apporter la LGV Sud Europe Atlantique.

## Lieux et monuments

### Patrimoine religieux
- L'église paroissiale Saint-Aignan.

### Patrimoine civil
- Tout un ensemble néolithique qui est composé du tumulus de la Folatière, du dolmen de la Folatière, du dolmen dans le tumulus dit la Motte-de-la-Garde et du dolmen de la Maison de la Vieille[44],[45],[46],[47].
- Vestiges du château (tour).

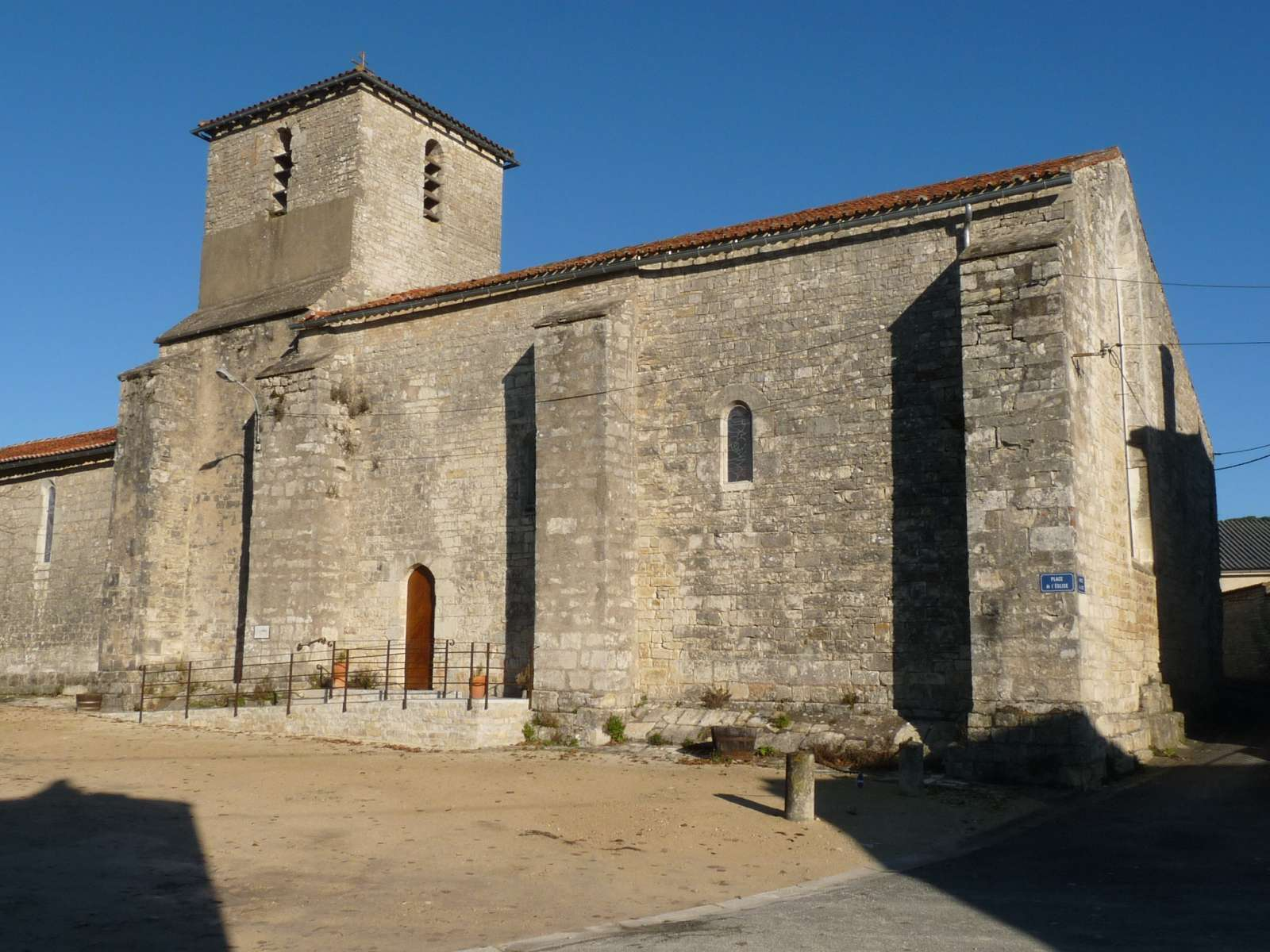
L'église.
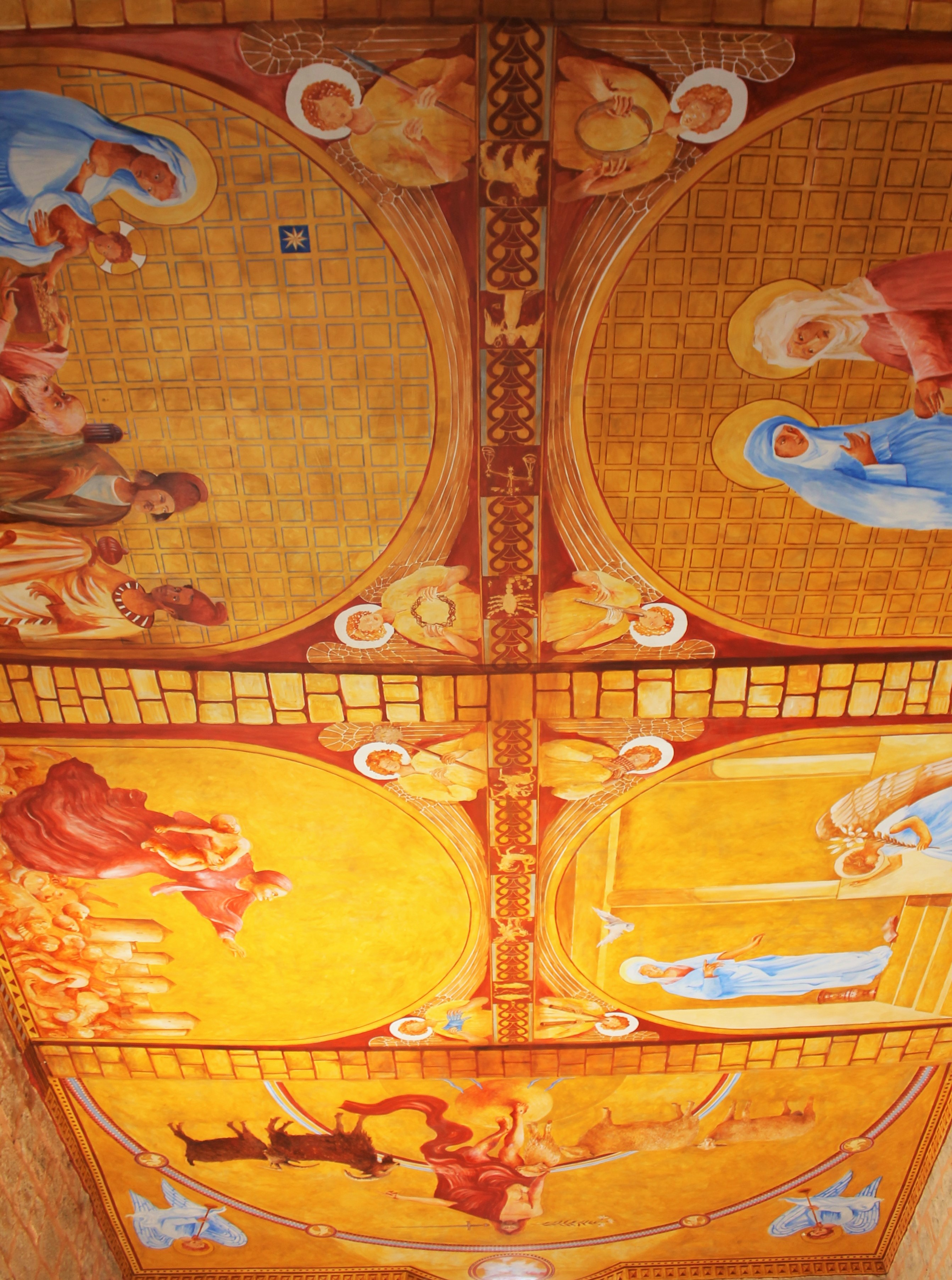
Fragment de peinture du plafond de l'église.
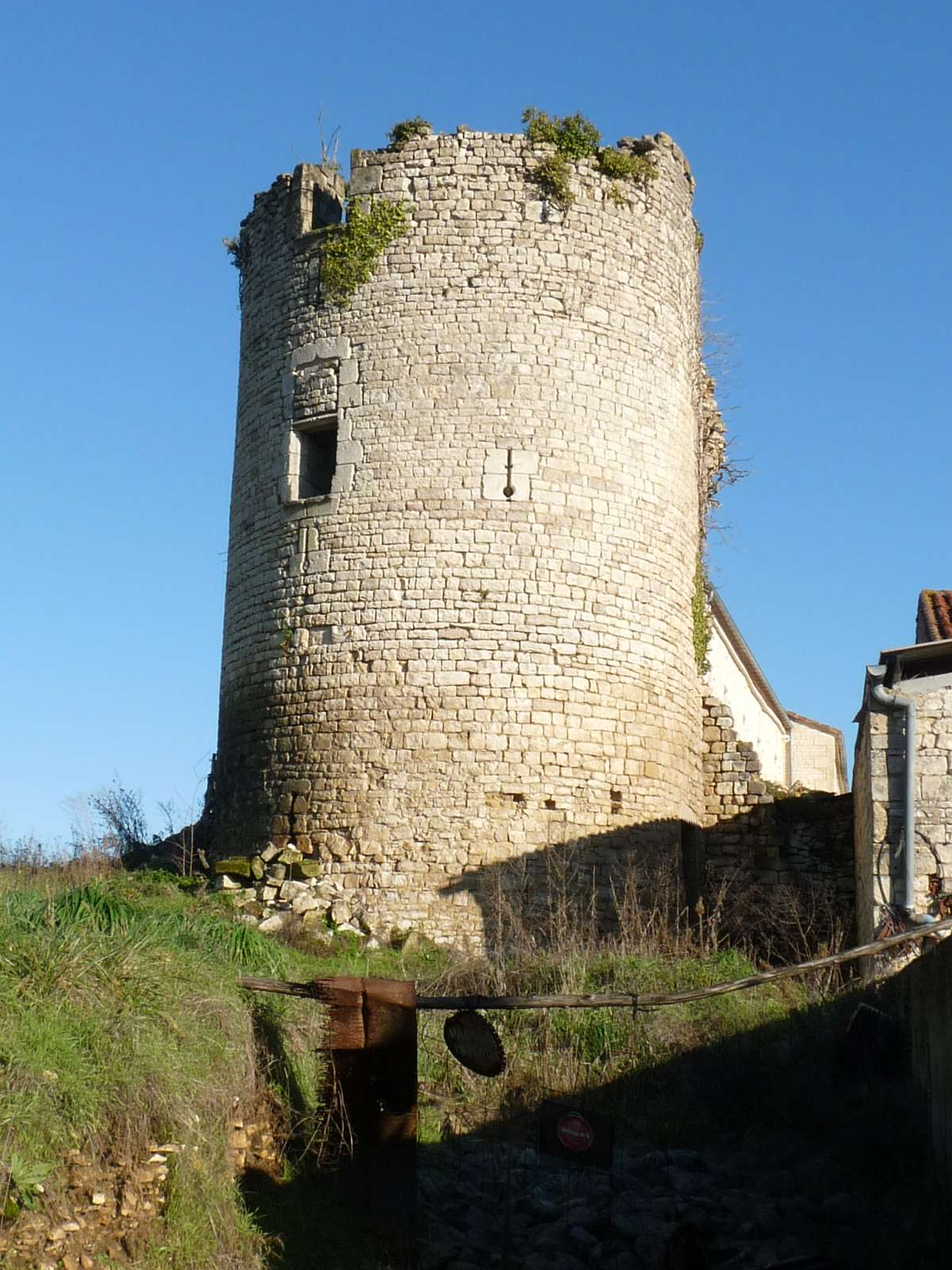
Ancienne tour du château.
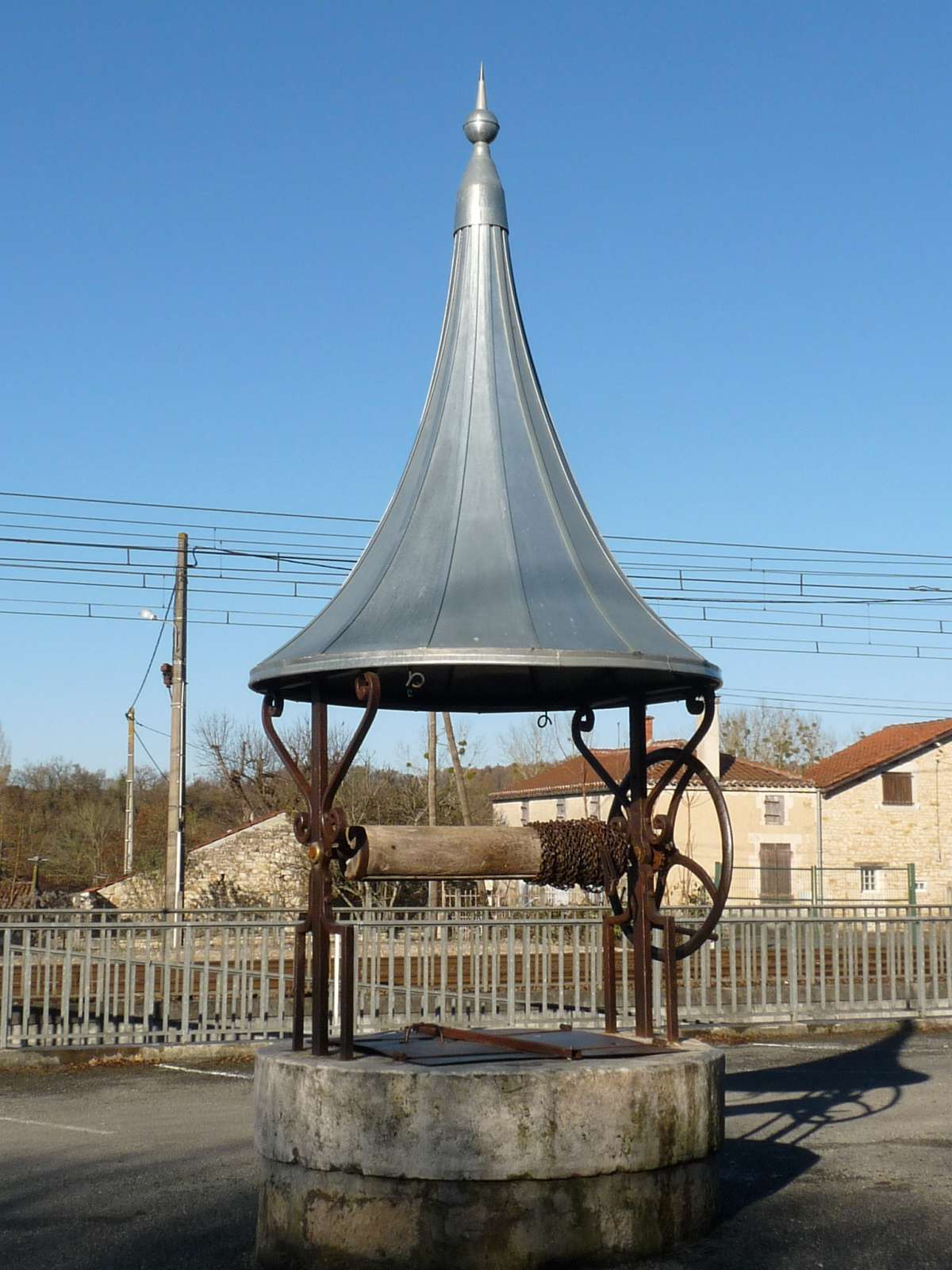
Puits.
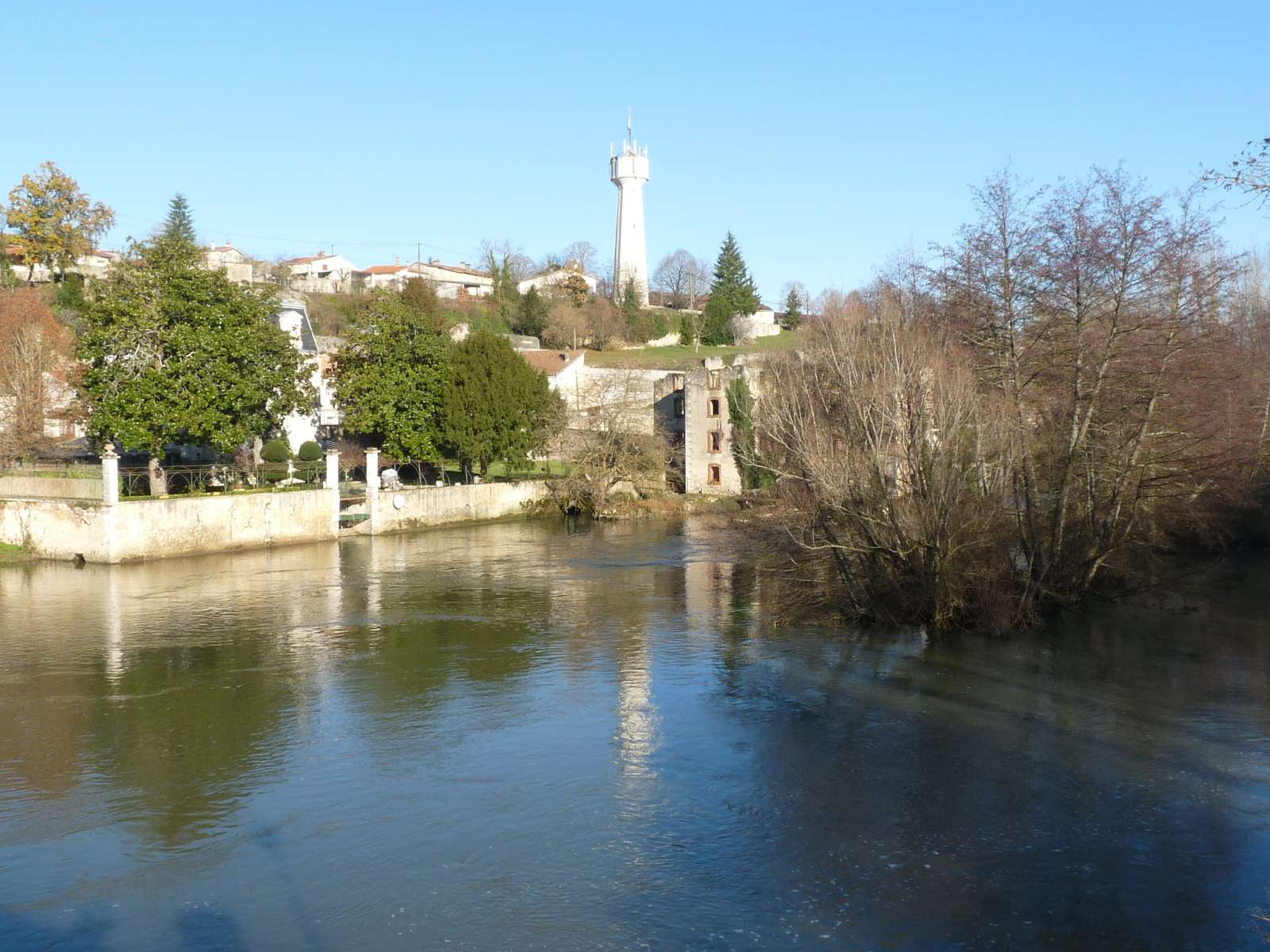
La Charente et la Terne.